# Vilafranca del Penedès
Vilafranca del Penedès (katalanisch, offiziell) bzw. Villafranca del Panadés (spanisch) ist eine Gemeinde im Südwesten der spanischen Provinz Barcelona und der autonomen Region Katalonien (katalanisch Catalunya). Vilafranca del Penedès ist Verwaltungssitz des Bezirks Alt Penedès. Die Gemeinde hat 41.504 Einwohner (Stand: 2024). Die Stadt hat eine Fläche von 19,63 km².
Neben dem Stadtzentrum gibt es die Stadtviertel Sant Julià, Espirall, Moli d'en Rovira, Poble Nou, Clotes, Barceloneta i Sant Magi und Girada.
Die Stadtpatrone sind Sant Ramon de Penyafort und Sant Felix Martir, obwohl während des Stadtfestes Ende August vor allem Bezug auf Letzteren genommen wird.
Vilafranca ist international für seine Schaumweine bekannt: der Cava und die Weine aus dem Herkunftsgebiet („Denominacion de Origen“) Penedes. Darüber hinaus ist es auch für die katalanische Tradition des gemeinschaftlichen Baus von Menschenpyramiden bekannt, die von vier Organisationen mit vielen Freiwilligen sehr aktiv betrieben wird und oft bei öffentlichen Anlässen wie dem Stadtfest Ende August zu sehen ist.
Die Stadt besitzt einen der ältesten Feuerdrachen Europas, der von 17 Trägern getragen wird und vom Beginn des 17. Jahrhunderts stammt.

## Namensherkunft
Der Name Vilafranca nimmt Bezug auf einen Ort innerhalb der freien („Franc“) Stadt von Olèrdola de Penedes (einem Nachbarort) und die Gründung erfolgt nach dem gescheiterten Wiederaufbau von Olerdola, nachdem dort im Jahre 1108 die Almoraviden eingefallen waren.

## Geschichte

### Gründung
Man geht davon aus, dass Vilafranca gegen Mitte des 12. Jahrhunderts als Reaktion auf den Niedergang von Olèrdola gegründet wurde, denn dessen Einwohner waren die ersten Bewohner. Genauer gesagt zwischen 1108 und 1151, dem Jahr der ersten urkundlichen Erwähnung. Der Ort lag damals nahe der Via Augusta. Seit der Stadtgründung hatte die Stadt Marktrechte. Der Aufbau der Stadt war typisch für eine mittelalterliche Stadt mit einer Stadtmauer, einem Judenviertel, den Zünften und den Fürsten.

### Die mittelalterliche Gesellschaft
Vilafranca zeichnete sich während der zweiten Hälfte des 12. Jahrhunderts durch ein starkes Wachstum aus. Die Lage an einer Route, die christliches und moslemisches Gebiet verband, war dafür ausschlaggebend. Als Konsequenz dieser Bedeutung verlieh der König der Kirche Notariatsrechte im Jahr 1188. Die gleichzeitige Organisation von religiösen Festen mit Messen und Märkten als unzertrennliche Aktivitäten und die königliche Vergabe der Notariatsrechte verlieh der Kirche große rechtliche und wirtschaftliche Macht.
Während des 13. Jahrhunderts erfuhr Vilafranca einen bedeutenden wirtschaftlichen und gesellschaftlichen Aufschwung und es setzt sich die Wiederbesiedlung seines Einzugsgebietes fort.
Es hatte eine führende Position als Handelszentrum am Schnittpunkt wichtiger Handelstrassen. Als königliche Stadt erhält es Schutz und gleichzeitig viele Privilegien, wodurch es sich in eine Stadt mit herausragendem königlichen Einfluss in dieser Zeit verwandelt und wo 1218 eine Jaume I einberufene Versammlung stattfindet, an der sowohl die Fürsten als auch die Prälaten und die Vertreter der Städte und Dörfer teilnehmen. Die territoriale Bedeutung Vilafrancas wird durch die Gründung der Vegueria von Vilafranca de Penedes und von Ordenshäusern bekräftigt. Beides sorgen dafür, dass die Stadt sich zu einem Zentrum von großer Aktivität entwickelt

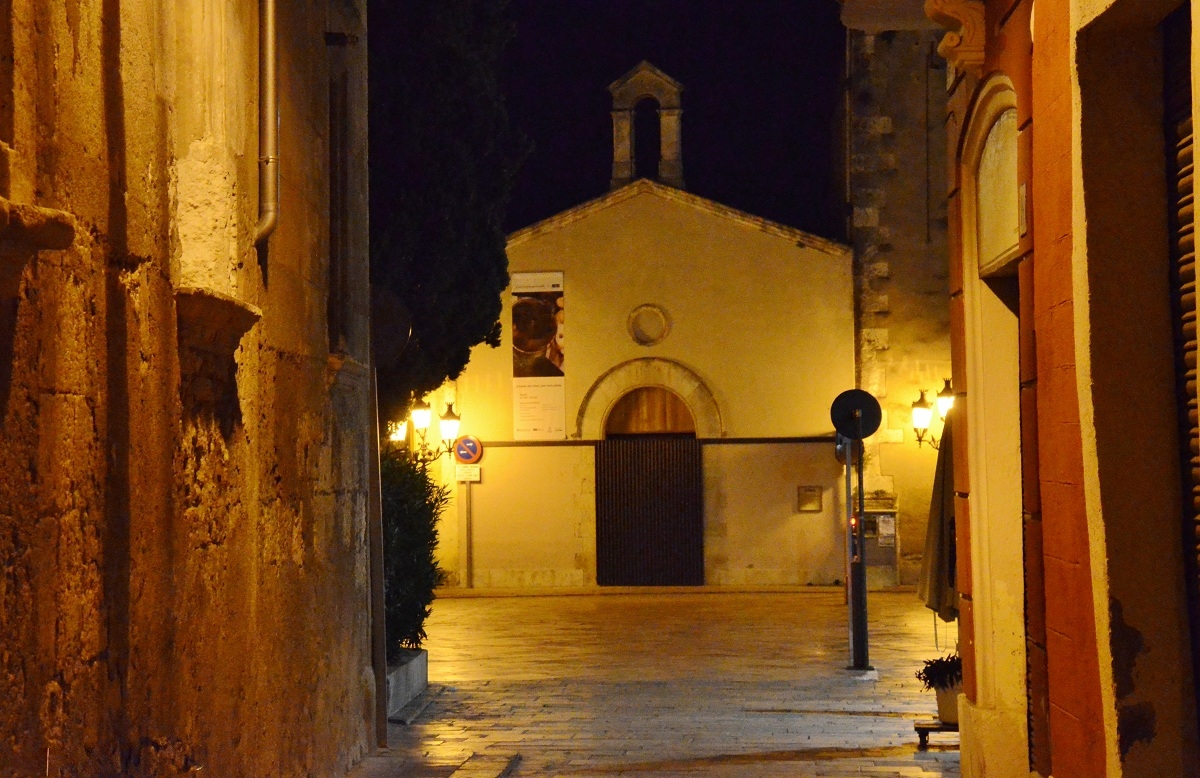
Sant-Pelegri-Kapelle (Vilafranca de Penedès)

### Die mittelalterliche Stadt
Das Zentrum der Ansiedlung befand sich rund um die erste einfache Kirche Santa Maria, einer Kirche, die als eine der ersten gotische Elemente enthielt.
Auch andere bedeutend Gebäude wurden in dieser Zeit gebaut, wie der Konvent des Bettelordens von Sant Francesc, die Kirches eines Konvents eines Militärordens: die Sant Joan-Kapelle und andere Gebäude, die wichtig waren in der Geschichte Kataloniens, wie zum Beispiel der Palau Reial, wo Pere der Große starb oder der Palau Baltà, der als Ort überliefert ist, wo man die Kapitulation von Vilafranca 1461 unterzeichnete, die als Auslöser des Bürgerkriegs zwischen der Krone und der Generalität im 15. Jahrhundert gilt.

### Moderne Epoche
Bis zur Mitte des 14. Jahrhunderts hält die Wachstumszeit in der Stadt an. Danach begann im ganzen Land ein Niedergang, der mit schlechten Ernten begann. Das Jahr 1333 ist als erstes schlechtes Jahr bekannt. Danach kam um 1348 die Pest und andere unschöne Ereignisse, wie verschiedene Epidemien der Grippe, Cholera, und Morbus die Vilafranca in den Jahren 1530, 1558 und 1564 heimsuchten. Diese Epidemien fielen zeitlich zusammen mit den folgenden Kriegen: Bürgerkrieg von 1462 bis 1472, der die Stadt stark betraf, der Remenzenkrieg (1483–1486), der Krieg der Segadoren guerra dels Segadors und der Spanische Erbfolgekrieg (1705–1715.)
Trotz dieser schlechten Rahmenbedingungen ließ die Wirtschafts- und Handelsaktivität in diesen Jahren nur wenig nach.
Während der Napoleonischen Kriege ist Katalonien wiederum Kriegsschauplatz. Ab dem Jahre 1808 wurde Vilafranca, inzwischen Sitz des obersten Rates von Katalonien, verschiedene Male geplündert. Als der Krieg vorbei war, ging der Weinanbau im Verwaltungsbezirk weiter und brachte einen deutlichen Bevölkerungszuwachs mit sich.
Ab dem Jahr 1879 zerstörte die Reblaus die Weinpflanzen und es kam zu einer bedeutenden Senkung der wirtschaftlichen Aktivitäten und einer einhergehenden Verringerung der Bevölkerung. Trotzdem kehrte der Weinanbau noch vor Ende des Jahrhunderts wieder als wichtigste Einkommensquelle der Stadt zurück und konsolidierte ihren landwirtschaftlichen Charakter als Weinanbaugebiet.
Der wirtschaftliche Aufschwung im Verwaltungsbezirk Alt Penedes nach dem Reblausplage sorgte auch dafür, dass sich hier wie im Rest von Europa eine künstlerische und soziale Strömung etablieren konnte. Gutsherren und Händler nahmen den Jugendstil auf und sorgen für Bau von Gebäuden in diesem Baustil entsprechend ihrer wirtschaftlichen Möglichkeiten. Die Jugendstilroute von Vilafranca ist Teil der neun Jugendstilrouten in der Nähe von Barcelona, die von der Regionalverwaltung der Provinz Barcelona gefördert wird.

### Gegenwärtige Epoche
In den Jahren zwischen 1950 und 1981 wächst Vilafranca wiederum sehr stark. Es werden verschiedene Industrien angesiedelt und der Wein- und Cavasektor entwickelt sich zu voller Blüte. Vilafranca ist heute eine der führenden mittleren Städte in Katalonien, ein Wirtschafts- und Handelszentrum mit allen notwendigen Dienstleistungen und guten Verbindungen in alle wichtigen Städte Kataloniens und Spaniens. In den letzten Jahren während des Baubooms bis 2007 sind neue Stadtteile mit einer großen Anzahl neuer Wohnungen entstanden, von denen derzeit (2014) allerdings 20 Prozent leer stehen.

## Stadtviertel
Vilafranca unterteilt sich administrativ in acht Stadtviertel.
Das Zentrum, der älteste Teil, der von den anderen Stadtvierteln umrahmt wird. Hervorheben kann man die Placa de la Vila (den Rathausplatz), die Rambla Nostra Senyora und die Rambla Sant Francesc, la Plaça Penedès (den Penedes-Platz), la Plaça de Jaume I (den Jaume-I-Platz) und die Santa-Maria-Kirche.
Espirall, dort kann man die Avinguda de la Peregrina und die Espirallstraße hervorheben, die zum Kreiskrankenhaus führen. Das Straßenbild im Viertel ist stark von andalusischen und arabischen Einflüssen geprägt, die vor allem in den 1970er Jahren und nach der Jahrtausendwende hierher kamen.
Barceloneta, mit dem Bahnhofsplatz, wo sich der Bahnhof von Vilafranca de Penedes befindet.
Molid'en Rovira, ein Stadtviertel, das von der Comerçstraße und dem Bahnhof bis zur Landstraße N-340 reicht.
La Girada, eines der jüngsten Stadtviertel, das vom Busbahnhof im Süden bis zur N-340 reicht.
Poble Nou, dort kann man den Tivoli-Park hervorheben und die Amalia-Soler-Straße, eine der längsten Straßen von Vilafranca.
Sant Julià mit dem Sant-Julià-Park und dem städtischen Sport- und Messezentrum.
Les Clotes, wo sich der Gasplatz in Erinnerung an die alte Kokerei und die Gebäude de ehemaligen Schlachthofs befinden, der heute als Gemeinschafts- und Veranstaltungszentrum dient.

## Lage
Die Lage von Vilafranca (223 m Höhe über NN), im Zentrum des Tieflandes des Penedès, zwischen der Serralada Prelitoral und dem Garrafmassiv war von jeher eine bedeutende Verbindung. Schon in romanischer Zeit führte von hier die Via Augusta in Richtung Tarragona. Im Mittelalter war hier der Weg nach Begues und Olesa de Bonesvall. Und seit 1865 ist die Eisenbahnlinie von Martorell nach Tarragona in Betrieb.
Im Tiefland des Penedes gibt es einige Berge, die sich bis zu einigen hundert Metern über die Umgebung erheben: der Sant-Jaume-Berg, (296 m), der Sant Pau-Berg (302 m), der als Hausberg der Stadt gilt und vom Stadtzentrum durch einen kurzen Spaziergang durch das Weinanbaugebiet erreichbar ist.
Die Stadt grenzt im Norden an die Städte Les Cabanyes und La Granada, im Osten an Sant Cugat de Sesgarrigues und Olèrdola, im Süden an Santa Margarida i els Monjos und im Westen an Sant Martí Sarroca i Pacs del Penedès.

## Klima
Es herrscht Mittelmeerklima. Die Durchschnittstemperatur im Januar beträgt 7 °C und im Juli 25 °C. Es fallen jährliche Niederschläge von 550 Litern pro Quadratmeter.
Klimatabelle

## Kultur und Gesellschaft

### Feste und Traditionen
Von den Stadtfesten sollte man besonders die „Fires de Maig“ (Maifeste) hervorheben, sowie die Feste in den einzelnen Stadtteilen im Juli und August, und das große Stadtfest vom 29. August bis zum 2. September, das von der katalanischen Regierung, der Generalitat, zum nationalen Kulturerbe erklärt wurden. Ein weiteres wichtiges Fest ist das Weinerntefest im Penedes.
Während des großen Stadtfestes kann man folkloristische Figuren, Gesellschaftsbälle und Figuren aus dem Kulturerbe bewundern, wie zum Beispiel den Drachen (siehe nächster Absatz), die Teufel, den Serrallonga-Ball, Aliga, els Gigants, els nans, Den Ball der Zigeunerinnen.
Außerdem findet immer am 30. August der Bau von Menschenpyramiden statt, die „Diada de Sant Felix“.
Seit 1985 wurde zudem auch die Tradition des Moixiganga-Balls wiederbelebt.
Vilafranca ist zudem auch im Besitz einer fast 4 m langen und 115 kg schweren Tierfigur, die sowohl als die älteste von Katalonien als auch Europa gilt: ein feuerspeiender Drachen, der nach Dokumenten aus dem Jahr 1601 stammt, obwohl er sicher noch weit älter ist. Derzeit existieren zwei Kopien davon, eine in Vilafranca und eine in Belgien.
„Vijazz“ ist ein Fest das den Weinen und Cavas des Penedes gewidmet ist und am ersten Juliwochenende gefeiert wird.
Musikalische Auftritte von national und international bekannten Jazzgrößen auf Bühnen im historischen Stadtzentrum sowie ein kulturell-gastronomisches Rahmenprogramm.
Vilafranca organisiert das Xato-Fest (siehe Gastronomie), den die Stadt liegt an der Xato-Route, die von Beginn an sowohl bei lokalem Publikum, als auch bei auswärtigen Besuchern auf große Beliebtheit gestoßen ist. Das Xato-Fest in Vilafranca de Penedes wird in der dritten Januarwoche gefeiert und ist stets gut besucht, weil es die einzige Schau ist, bei der alle vier offiziellen Varianten dieser volkstümlichen Speise zubereitet werden. Während auf den anderen Xato-Festen wie zum Beispiel in den Städten El Vendrell oder in Vilanova i la Geltrú sich auf das Verkosten ihres eigenen Xatos beschränken, kann man in Vilafranca alle 4 Xatos probieren: den aus Sitges, den aus Vilanova, den aus Vendrell und den aus Vilafranca.

### Kulturzentren und andere Ereignisse, Kino, Musik
Vilafranca verfügt über das Kulturzentrum „La Principal“ und das „Kubrick“ als herausragende Filmtheater. Weiterhin gibt es in der Stadt eine kürzlich eröffnete städtische Musikhalle („Auditori municipal“) in der Nähe des städtischen Sport- und Messezentrums, um musikalischen Aufführungen und Konzerten Platz zu bieten.
Das Theater „El Bolet“ wurde mittels einer privaten Initiative im Jahre 1886 als Haupttheater gegründet. Seit Beginn des 20. Jahrhunderts wird es „Can Bolet“ genannt, nach dem Familiennamen des neuen Eigentümers. Seit dem Jahr 1982 befindet es sich in städtischer Trägerschaft.
Das Gebäude besteht aus vier verschiedenen Räumen: die Eingangshalle, Parkett, erster und zweiter Rang, der Bühne und den Künstlergarderoben. Der Saal hat eine Kapazität für 386 Besucher.
Es bietet einen adäquaten Platz für Vereine und Theatergruppen und deren Aktivitäten rund um die Bühnenkunst. Das Theater hat ein regelmäßiges Programm von professionellen Künstlern für Theater, Musik und Tanz.

### Museen
Vinseum
Katalanisches Museum für Weinkultur

## Menschenpyramiden (Castells)

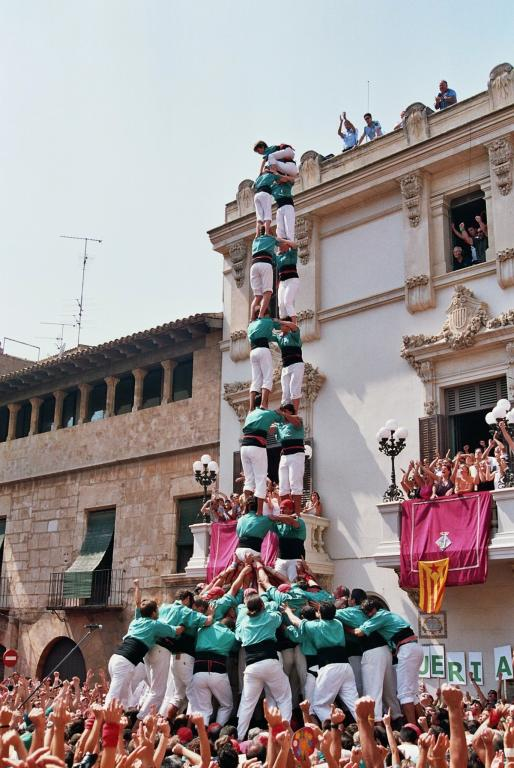
Der einzige Castell 2de9f Dos de Nou amb Folre der Geschichte, 2005 von den Castellers de Vilafranca errichtet.

Die Ursprünge dieser eng mit der Stadt verbundenen Tradition der Castells reichen bis Ende des 18. Jahrhunderts zurück und sind mit anderen volkstümlichen Bräuchen wie Tänzen und Vorspeisen verbunden. Sie sind in den Türmen am Ende der valencianischen Bälle zu suchen, die bei religiösen Prozessionen aufgeführt wurden. Diese Bälle endeten mit einer Figur, die mit der Errichtung einer menschlichen Pyramide endeten. Mit der Zeit nahm die Bedeutung und Größe zu, bis sie sich letztendlich von den eigentlichen Bällen abtrennten. Schon im 15. Jahrhundert machte man „moixigangues“, Bälle mit menschlichen Konstruktionen, die an die Muixeranga erinnert.
Im 18. Jahrhundert verbreiten sie sich bis in den Süden von Katalonien und wurden im Camp de Tarragona und seiner Umgebung praktiziert, wo die Gruppen an den städtischen Festen teilnahmen.
Die Anfänge: Die erste dokumentierte Menschenpyramide (Turm mit sechs Etagen, begleitet von einer Dulzaina), stammt aus dem Jahre 1770 aus dem Nachbarort Arboç. In den 1790er Jahren benutzte man schon das Wort Castells, um sich von den valencianischen Bällen zu unterscheiden.
Am 2. Februar 1801 tauchen zur Candelera in Valls die ersten Pyramiden auf.
In Vilafranca gibt es heute vier Gruppen, die Menschenpyramiden bauen, die erste wurde im Jahre 1948 gegründet und heißt Castellers de Vilafranca, die zweite, Xicots de Vilafranca, wurde im Herbst 1981 gegründet und als dritte Gruppe die Falcons de Vilafranca aus dem Jahr 1959. Die vierte Gruppe stammt aus dem Jahr 2010 und heißt „Colla Jove dels Xiquest de Vilafranca“.

## Gastronomie
Charakteristische Gerichte aus Vilafranca sind:
- La Coca Garlanda, zubereitet mit Matafaluga,
- die Catanies de Vilafranca, Süßigkeiten zubereitet aus Mandeln,
- der Xato de Vilafranca, zubereitet mit Escarola-Salat, Kabeljau, Tunfisch und Arbequina-Oliven, mit einer Soße aus Knoblauch, süßem Pfeffer, Chilischote (Bitxo, möglich), Olivenöl, Essig und Salz

Penedes-Weine:
Der Penedès ist für seine besonders guten D.O- (denominacion de Origen: Herkunfts-) Weine bekannt: weiß, frisch, fruchtig und mit unterschiedlichem Alkoholgehalt während die Rotweine mild, samtartig und mit Charakter beschrieben werden. Die Roséweine zeigen sich auch aromatisch und fruchtig.

## Sehenswürdigkeiten
Es gibt eine große Anzahl von Gebäuden aus dem Mittelalter sowie ein großes Zentrum mit vielen zu Fußgängerzonen umgestalteten Geschäftsstraßen. Außerdem gibt es Jugendstilhäuser vom Ende des 19. und Beginn des 20. Jahrhunderts entlang der beiden Ramblas der Stadt, wie zum Beispiel Casa Miró, Casa Fortuny und Casa Guasch.

Rathaus mit zwei Fassaden: Gasse rechts Mittelalter, Front zum Platz Modernisme; links Casa Macia mit der offenen Balustrade oben und rechts eine modernistische Straßenbeleuchtung

Hervorzuheben ist der alte Stadtkern um den Jaume-I-Platz, wo sich wichtige Gebäude wie die Kirche Santa Maria, der Palau Reial („Königspalast“), die Sant Pelegri-Kapelle und die Capella dels Dolors („Schmerzenskapelle“) aus dem 17. Jahrhundert befinden. Der Bau der Basilika Santa Maria begann bereits im 13. Jahrhundert. Sie ist im gotischen Stil erbaut und verfügt nur über eine einfache Halle. Im Königspalast befindet sich jetzt das Vinseum, das Museum zur Weinkultur in Katalonien.
Am Placa de Vila („Rathausplatz“) befindet sich die Kirche Sant Joan, die sowohl gotische Strukturen als auch spätromanische Merkmale aufweist. Auf dem Platz befindet sich auch das gotische Herrenhaus Casa Macia aus dem 15. Jh. und das Rathaus, welches in einem mittelalterlichen Palast untergebracht ist und dem eine Fassade im katalanischen Jugendstil „Modernisme“ vorgeblendet wurde (1912).
An den beiden Ramblas Nostra Senyora und Sant Francesc sowie an der General-Prim-Straße und der Hermenegid-Clascar-Straße kann man weitere Beispiele des katalanischen Jugendstils finden.
An der Placa Vall del Castell befindet sich Sitz der Organisatoren des Stadtfestes von Vilafranca de Penedes.

### Friedhof
Etwas vom Zentrum entfernt im Stadtviertel Espirall befindet sich der Friedhof mit Pantheons im neo-gotischen und Jugendstil. Dort sind unter anderem Persönlichkeiten wie Eugeni d’Ors und Manuel Milà i Fontanals bestattet.
Der Gottesacker wurde im Jahre 1839 auf dem Gelände eines früheren Kapuziner-Ordens errichtet, das 1837 vom Staat an die Stadt übertragen wurde als Ergebnis des Mendizabal-Vertrages. Der Friedhof hat eine rechteckige Grundfläche und weist eine Vielzahl von aufwendig gestalteten Gräbern, Gärten und eine öffentliche Kapelle auf. Verdiente Architekten wie Santiago Güell, August Font oder Antonie Pons haben einige der Grabbauten entworfen, die Hinweise auf die gesellschaftliche Bedeutung der Personen und Familien geben, die hier begraben sind.
Als Teil des architektonischen Erbes hilft der Friedhof dabei, sich diese kulturellen Werte zu vergegenwärtigen und lädt dazu ein, sich der Verstorbenen entlang der Wege anhand der wenigen Symbole der kollektiven Erinnerung auf den Gräbern zu erinnern.
Der städtische Friedhof von Vilafranca gehört zur europäischen Vereinigung bedeutender Friedhöfe.

## Bauwerke
Aus dem Mittelalter sind noch eine Reihe von Gebäuden erhalten, darunter die „Basilica de Santa Maria“, der „Palau del Comtes Reis“ und der „Palau Baltà“.

## Städtepartnerschaften
- Bühl, (Deutschland) seit 2002
- Novo mesto, (Slowenien)
- Melzo, (Italien)
- Puerto Cabezas, (Nicaragua)

## Persönlichkeiten

### Söhne und Töchter der Stadt
- Marceliano Eduardo Canyes Santacana (1913–1989), römisch-katholischer Ordensgeistlicher, Apostolischer Präfekt von Leticia
- Gloria Lasso (1922–2005), Chanson- und Schlagersängerin
- Josep Soler i Sardà (1935–2022), Komponist, Musikwissenschaftler und Musikpädagoge
- Josep Enric Dallerès Codina (* 1949), andorranischer Schriftsteller
- Fulgenci Mestres (* 1966), Schauspieler, Artist und Zirkusclown
- Marc Roca (* 1996), Fußballspieler
- Pol Retamal (* 1999), Leichtathlet

### Persönlichkeiten, die vor Ort gewirkt haben
In Vilafranca del Penedès starb am 2. November 1285 Peter III. der Große, König von Aragón und Graf von Barcelona.

## Sonstiges
Das Stadtfest (Festa Major) zu Ehren des Schutzpatrons Sant Felix wird am 30. August gefeiert. Eine Besonderheit sind die riesigen Castells (Menschenpyramiden), die bei dem mehrere Tage dauernden Stadtfest errichtet werden.